# Доленджашвили, Гурам Николаевич
Гурам Николаевич Доленджашвили (груз. გურამ ნიკოლოზის ძე დოლენჯაშვილი; род. 9 марта 1943, Кутаиси, Грузинская ССР) — советский и грузинский художник, график. Заслуженный художник Грузинской ССР (1985). Почётный академик Российской Академии Художеств. 

## Биография
Родился в г. Кутаиси 9 марта 1943 года в Имеретии (западная Грузия). В 1968 году окончил факультет графики Тбилисской Государственной Академии Художеств. Учился в мастерской профессора Ладо Григолия.
Заслуженный художник республики Грузии. Почетный академик Российской академии художеств. Награждён орденом - золотым крестом «За служение искусству»
С мольбертом он побывал на Камчатке и Чукотке, на Сахалине и Курильских островах, на Беломорье, в Якутии и Дагестане.
Пишет на бумаге большого формата почти не видными глазу штрихами графитного карандаша.
Участник всесоюзных, республиканских, зональных, персональных и зарубежных выставок, проводившихся в Австралии, Австрии, Англии, Аргентине, Бельгии, Болгарии, Венгрии, Вьетнаме, Германии, Индии, Ираке, Кампучии, Кипре, Кубе, Мексике, Монголии, Нидерландах, Никарагуа, Польше, Румынии, США, Франции, Чехословакии, Швеции, Швейцарии, Югославии, Японии.
В начале 1990-х годов художнику пришлось покинуть Кутаиси и переехать в Москву.

## Музейные коллекции
Государственная Третьяковская галерея, Москва
Государственный музей им. А.С. Пушкина, Москва
Государственный музей искусств народов Востока, Москва
Государственный Русский музей, Санкт-Петербург
Музей современного искусства в г. Кельне
(Коллекция доктора П. Людвига), Германия
Музей искусств, г. Кантон, штат Огайо, США
Музей «Нью-Орлеан», штат Луизиана, США
Галерея и Музей искусств японской фирмы «All Russian Art. Co.», г. Осака, Япония
Коллекция Доджи (из собрания Сularto «Glasnots Nonkonformist Art from              
The Soviet Union»), США
Музей Сопротивления, Брюссель, Бельгия
Народный музей в Познани, Польша       
Бюро современного искусства в Познани, Польша
Словацкая национальная галерея, г. Братислава
Толбухинская картинная галерея, Болгария
Тиксинский народный художественный музей, Россия
Государственный центральный музей современной истории России
Министерство культуры РФ
Государственная библиотека, Москва
Музей искусств Таджикской Республики
Дирекция выставок Российской Федерации
Художественная галерея г. Зеленодольска, Республика Татарстан
Государственное учреждение культуры Республики Марий Эл
«Республиканский музей изобразительных искусств»,  г. Йошкар-Ола. 
Музей им. Бахзаде, Душанбе, Таджикистан
Львовская картинная галерея, Украина
Музей искусств, Усть-Каменогорск, Казахстан
Тамбовская областная картинная галерея, Россия
Красноярская академия художеств, Россия
Челябинская картинная галерея, Россия
Российский музей искусств, Каракалпакия, Узбекистан
Николаевский областной художественный музей им. В. Верещагина,
  г. Николаев,   Украина
Главное управление охраны Российской Федерации, Москва
Североказахстанский областной музей истории искусств, г. Петропавловск
Картинная галерея, г. Бендеры, Молдавия
Семипалатинский художественный музей, Казахстан
Муниципальное учреждение «Художественный музей»  г. Новочебоксарск
Дагестанский музей истории искусств, г. Махачкала
Донецкий художественный музей, Украина
Башкирский государственный художественный музей им. Нестерова, г. Уфа
Тбилисский государственный музей искусств, Грузия
Тбилисская национальная картинная галерея, Грузия
Музей изобразительных искусств, г. Батуми, Грузия
Государственный исторический музей, г. Кутаиси, Грузия
Галерея изобразительного искусства имени Давида Какабадзе, Грузия

## Выставки
Бухта Тикси, 1979 г. Санкт-Петербург, 1984 г. Тбилиси, 1988 г. Москва, ЦДХ, 1996 г. Москва, «ЛогоВАЗ» на Тверской, салон «Мерседес Бенц», 1998 г. Москва, Центр международной торговли, 1998 г. Москва, Государственная Дума РФ, 1999 г. Москва, Всемирный банк, 2000-2001 г.г. Москва, Дирекция выставок и аукционов Министерства культуры РФ, 2003 г. Москва, Академия художеств России, 2004 г. Москва, выставка «Мэтры графики» совместно со Станиславом Никиреевым  (ЦДХ), 2005 г.
Москва, выставка в Мэрии Москвы, ул. Тверская, 13,  2006 г.
Москва, выставка в библиотеке искусств им. А. П. Боголюбова, 2006-2007г.г.
Москва, Государственный центральный музей современной истории России, ул. Тверская, 21. 2007.
Тульская область. Алексинский художественно-краеведческий музей.      
«Мэтры Российской графики». Совместно со Станиславом Никиреевым. 2008 г.
Московский область.  г. Апрелевка.  Дворец культуры.  2008 г.
Московский область.  г. Троицк. Выставочный зал.  2008 г.
Московский область.  г. Подольск. Выставочный зал. 2008-2009 г.г. 
Москва, Галерея «Кино».   Май.  2009 г.
Муниципальное учреждение «Художественный музей»  г. Новочебоксарск. 
Республика Чувашия.  2010 г.
Художественная галерея г. Зеленодольска, Республика Татарстан,  2010 г.
Государственный музей изобразительных искусств Республики Татарстан.   Национальная художественная галерея «Хазинэ», г. Казань, Кремль  2010 г.          
Государственное учреждение культуры Республики Марий Эл
«Республиканский музей изобразительных искусств»,  г. Йошкар-Ола.  2010 г. 
Москва, ООО «Пепеляев Групп».  Постоянная выставка с 2012 года.
Москва, Российская Академия наук. Выставочный центр «SKY LOUNGE». 2012-13 г.г. 
Сингапур. Галерея «Raffian art». 2012-2013 г.г.
Израиль.  Апрель.  2013 г. 
Персональная выставка, посвящённая презентации альбома Теоны и Гурама Доленджашвили «Потерянный рай» Тбилиси. «ТиБиСи банк». 26.09. 2018.

## Международные выставки
XIII биеннале станковой графики в Любляне, СФРЮ, 1979 Биеннале европейского эстампа в Гейдельберге, ФРГ, 1979 Интерграфика-80 в Берлине, Германия, 1980 Биеннале станковой графики в Кракове, Польша, 1980 XIV биеннале станковой графики  в Любляне, 1981 Международная выставка плаката в Москве, 1982 Биеннале станковой графики в Мюлузе, Франция, 1982 XV биеннале станковой графики  в Любляне, 1983 III биеннале европейского эстампа в Баден-Бадене, ФРГ, 1983 Триеннале «Художники против войны» в Майданеке, 1985
Биеннале станковой графики в Варне, Болгария (1 премия), 1985 Багдадский II Международный фестиваль искусств, Ирак, 1988 III биеннале станковой графики в Бхопале, штат Матья Продеж, Индия, 1995 II Международная выставка станковой графики, Калининград (Кенигсберг), 1996 Международная художественная ярмарка. Искусство XX века. Арт-Манеж, Москва, 1996 I Международная квадриеннале графики, Москва, 1997
Международная выставка, посвящённая 850-летнему юбилею г. Москвы.    
ЦДХ, Москва,  1997  V Международная художественная выставка «Палитра», ЦДХ, Москва, 1999 Международная художественная ярмарка, Арт–Манеж, Москва, 2000 III Международная уральская триеннале печатной графики, 
Уфа,  Башкортостан,    2001                                                                                                                                
II Международная выставка «Эрос–Москва» (ВВЦ), 2000.                   
Международная художественная выставка «Победа» (ЦДХ), 2005
I Международный конкурс современного изобразительного искусства  ArtPreview
Москва, галерея «Кино»,  2010 г.
Юбилейная выставка в связи с 250-летием Российской Академии художеств.
Москва, Манеж. Центральный выставочный зал, июнь 2007 г.
Юбилейная выставка, посвященная 75-летию Московскому союзу художников
Москва, Манеж. Центральный выставочный зал, ноябрь 2007 г.
Юбилейная выставка, посвященная 50-летию Российскому союзу художников
«Отечество» Москва, Центральный дом художника, февраль 2008 г.
29 Российский  антикварный салон.  Москва,  ЦДХ  октябрь  2010 г.
«Фотография. Графика. Вершины мастерства»   Вадим Гиппенрейтер  и  Гурам  Доленджашвили.  Москва, галерея «КИНО».  Март, 2011 г.     
«Фото и графическое пространство»   Вадим Гиппенрейтер  и  Гурам  Доленджашвили.  Галерея «Стекло Росвуздизайн». Санкт-Петербург.  Декабрь. 2011 г.
ЗАРУБЕЖНЫЕ ВЫСТАВКИ
(по линии Союза художников и Министерства культуры СССР)
Румыния, 1977
Венгрия, 1977, 1985
Болгария, 1977, 1983, 1987
ГДР, 1978
Кипр, 1979
Чехословакия, 1978, 1985
Монголия, 1982, 1985
ФРГ, Аахен, 1982
Вьетнам, 1982, 1985
ФРГ, Саарбрюккен, 1982
Бельгия, 1983, 1985, 1987
Польша, 1984
Австрия, 1984, 1985
Куба, 1986
Аргентина, 1986
Мексика, 1987
Никарагуа, 1988
Кампучия, 1988 
Австралия, «ЭКСПО-88»

ВЫСТАВКИ-ПРОДАЖИ
(по линии салона по экспорту при Союзе художников СССР)
Франция, 1977
Англия, 1977,  1978                  
США, 1978,  1980,  1982,  1984,   1985,  1986
Австрия, 1980,  1985                                                   
ФРГ, 1983,  1985
Чехословакия, 1984                     
ГДР, 1984                                   
Швеция, 1984,  1985
Швейцария, 1985                 
Ярмарка искусств социалистических стран.
«Интерарт-85»,   Познань,  Польша.  1985 г.
Ярмарка искусств социалистических стран.   
«Интерарт-86»,   Познань,  Польша.  1986 г.      
США,   Лос-Анджелес,  (аукцион) 1990 г.
Англия,   «Арт/Лондон-91»,  (аукцион) 1991 г.   

ВЫСТАВКИ ПО АВТОРСКОЙ ЛИНИИ
Объединение «Магнум»,   Москва, (аукцион)  1993
Фирма «Истоки»,   Москва,    1993,  1994
ФРГ, г. Кохем,     1994, 1995, 1996
Япония,  Русская деревня,  г. Ниигата,   1995
Дни русской культуры в Индии,  г. Дели,   1995
«Русская галерея на Воздвиженке»,   Москва,   1996
Австрия,  Куфштейн,    1996
«Художники России — Москве»,   Москва,   1997
Выставка «Окно в Европу».   Конкурс на приз
«Теттероде график» (Нидерланды), Москва,   1997
Галерея «Мир и краски», Англия, Лондон,   1999
Галерея «Galina», Англия, Лондон,   1999
Аудиторская фирма  «ФБК»,    2000,   200
Москва,   Галерея «Кино».   Декабрь.  2009 г.